# 1303 Luthera
Az 1303 Luthera (ideiglenes jelöléssel 1928 FP) egy kisbolygó a Naprendszerben. Friedrich Karl Arnold Schwassmann fedezte fel 1928. március 16-án.